# بیلی کورگن
ویلیام پاتریک کورگن جونیور (انگلیسی: Billy Corgan؛ زادهٔ ۱۷ مارس ۱۹۶۷) موسیقی‌دان و ترانه‌سرای آمریکایی است. او خواننده، ترانه‌سرای اولیه، گیتاریست، و تنها عضو دائم اسمشینگ پامپکینز است.